# Чампион (тауншип, Миннесота)
Чампион (англ. Champion) — тауншип в округе Уилкин, Миннесота, США. На 2000 год его население составило 73 человека.

## География
По данным Бюро переписи населения США площадь тауншипа составляет 83,2 км², из которых 83,2 км² занимает суша, водоёмов нет.

## Демография
По данным переписи населения 2000 года здесь находились 73 человека, 30 домохозяйств и 24 семьи. Плотность населения —  0,9 чел./км². На территории тауншипа расположено 32 постройки со средней плотностью 0,4 построек на один квадратный километр. Расовый состав населения: 100,00 % белых.
Из 30 домохозяйств в 23,3 % воспитывались дети до 18 лет, в 73,3 % проживали супружеские пары, в 3,3 % проживали незамужние женщины и в 20,0 % домохозяйств проживали несемейные люди. 16,7 % домохозяйств состояли из одного человека, при том 6,7 % из — одиноких пожилых людей старше 65 лет. Средний размер домохозяйства — 2,43, а семьи — 2,75 человека.
15,1 % населения — младше 18 лет, 2,7 % — в возрасте от 18 до 24 лет, 27,4 % — от 25 до 44, 34,2 % — от 45 до 64, и 20,5 % — старше 65 лет. Средний возраст — 48 лет. На каждые 100 женщин приходилось 108,6 мужчин. На каждые 100 женщин старше 18 приходилось 106,7 мужчин.
Средний годовой доход домохозяйства составлял 45 938 долларов, а средний годовой доход семьи —  46 563 доллара. Средний доход мужчин —  32 500  долларов, в то время как у женщин — 14 167. Доход на душу населения составил 15 884 доллара. За чертой бедности не находились ни одна семья и ни один человек.